# Valerie Cruz

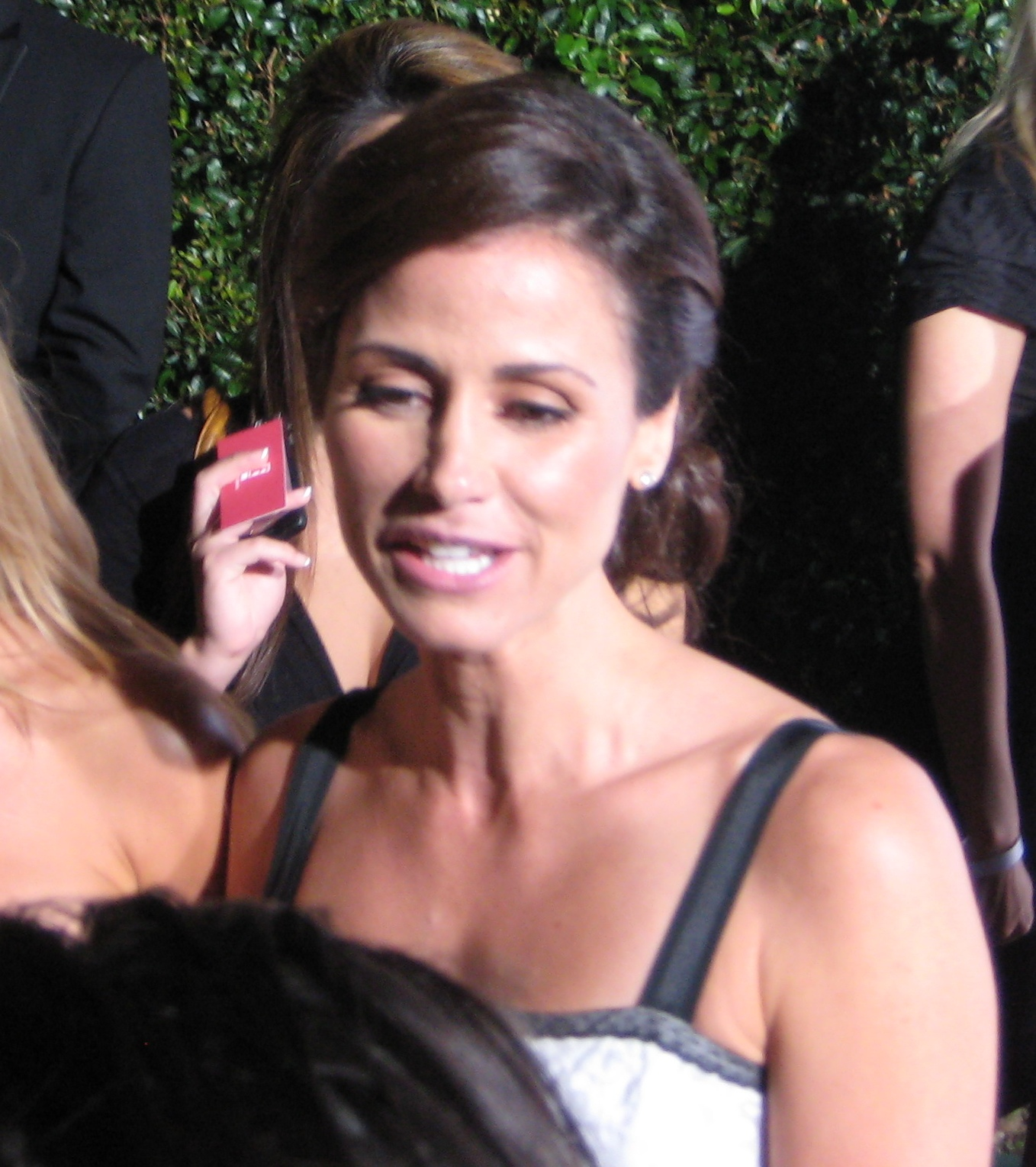
Valerie Cruz im September 2008

Valerie Cruz (* 18. Juli 1976 in Elizabeth, New Jersey) ist eine US-amerikanische Schauspielerin kubanischer Abstammung. Bekanntheit erlangte sie vor allem seit den frühen 2000er Jahren durch ihre wiederkehrenden Rollen in diversen US-Fernsehserien.

## Leben und Karriere
Valerie Cruz wurde am 18. Juli 1976 als Tochter kubanischer Eltern, die in den 1960ern in die USA ausgewandert waren, in der Großstadt Elizabeth im US-Bundesstaat New Jersey geboren. Erst gegen Ende ihrer High-School-Zeit entdeckte sie die Schauspielerei für sich und begann ihre professionelle Ausbildung als Schauspielerin. Nachdem sie bei einigen Theaterprogrammen und Schulen vorgesprochen hatte, besuchte Cruz, die im Laufe ihres Lebens auch in den Bundesstaaten Arizona und Iowa lebte, ab 1994 das College of Motion Picture Arts der Florida State University in Tallahassee, Florida. Nach ihrem Abschluss als Bachelor of Fine Arts im Theaterbereich im Jahre 1997 war sie vorwiegend als Theaterschauspielerin bzw. kurzzeitig auch an der USC School of Cinematic Arts tätig und kam erst im neuen Jahrtausend zu ersten Einsätzen im Film- und Fernsehgeschäft. Erste Gastauftritte hatte sie dabei im Jahre 2002 in jeweils einer Episode der Fernsehserien Strong Medicine: Zwei Ärztinnen wie Feuer und Eis, American Family und The Agency – Im Fadenkreuz der C.I.A. Mit der Rolle der Psychologin Grace Santiago in Nip/Tuck – Schönheit hat ihren Preis übernahm Cruz erstmals eine größere und wiederkehrende Rolle und war in dieser ab der zweiten bis zur 13. Episode der 2003 ausgestrahlten Staffel zu sehen. In der deutschsprachigen Synchronfassung der Serie übernahm erstmals Judith Brandt ihre deutsche Stimme.
2004 übernahm sie Gastrollen in jeweils einer Folge von Missing – Verzweifelt gesucht, Crossing Jordan – Pathologin mit Profil, sowie Las Vegas und war im Action-Thriller Final Call – Wenn er auflegt, muss sie sterben von Regisseur David R. Ellis als Kriminelle Dana Bayback zu sehen. Als deutschsprachige Synchronstimme ihres dargestellten Charakters trat diesmal Claudia Urbschat-Mingues in Erscheinung. Im Jahr 2005 kam sie zu Gastauftritten in LAX, Grey’s Anatomy und Inconceivable, gefolgt von einem Auftritt als wiederkehrender Charakter Colonel Sabrina Lopez in zwei Folgen von Shaun Cassidys kurzlebiger Sci-Fi-Serie Invasion im darauffolgenden Jahr 2006. Nachdem sie 2007 in LA Blues von Ian Gurvitz noch eine eher unwesentliche Rolle als Polizistin übernommen hatte, war sie ab diesem Jahr gleich in mehreren Produktionen in einer Hauptbesetzung zu sehen. In Kevin Williamsons kurzlebigen Teen-Drama Hidden Palms mimte sie in fünf der insgesamt nur acht Episoden den Charakter Maria Nolan und war im gleichen Jahr in allen zwölf Folgen der Romanverfilmung The Dresden Files in der Hauptrolle der Lt. Connie Murphy zu sehen. Ab 2008 wurden vor allem Filmproduktionen, an denen Valerie Cruz mitwirkte, veröffentlicht; darunter auch diverse Independentfilme. In David Jacksons für Spike TV produzierten Film Street Warrior, einem Film über einen in einem illegalen Fight Club kämpfenden Irak-Veteran (gespielt von Max Martini), spielte sie die Rolle der Maggie Kuerner. Jedoch saß man sie in diesem Jahr auch erstmals als Sylvia Prado, der Frau von Miguel Prado (gespielt von Jimmy Smits) in der Krimi- und Dramaserie Dexter, in der sie bis 2013 in insgesamt elf Episoden zu sehen war. Ihre deutsche Synchronstimme war dabei erneut Judith Brandt, die Feststimme von Schauspielerinnen wie Sophie Marceau, Monica Bellucci, Toni Collette usw.
Als Allison sah man sie in diesem Jahr auch in Dave Paynes Horrorfilm No Man’s Land: The Rise of Reeker, gefolgt von Gastauftritten in jeweils einer Episode von Eleventh Hour – Einsatz in letzter Sekunde und Dollhouse im Jahre 2009. In diesem Jahr war sie auch in Hauptrollen in den Filmen La Linea – The Line mit Ray Liotta und Andy García und The Devil’s Tomb mit Cuba Gooding junior, Taryn Manning oder Ron Perlman zu sehen. Beim letztgenannten Film trat Jason Connery, Sohn von Sean Connery und Diane Cilento, als Regisseur in Erscheinung. Ebenfalls 2009 wurde sie als Vampir Isabel (Beaumont) in den erweiterten Cast der HBO-Serie True Blood geholt. In dieser Rolle wirkte sie in fünf aufeinanderfolgenden Episoden der zweiten Staffel mit, schied dann jedoch wieder aus der Serie. Während ihr in der deutschsprachigen Synchro von The Devil’s Tomb noch Kordula Leiße die Stimme lieh, trat in True Blood bereits Marina Krogull als ihre deutsche Stimme in Erscheinung. Nachdem sie 2010 nur in jeweils einer Folge von Law & Order: Special Victims Unit und Criminal Minds zu sehen war, kam sie ab 2011 wieder vermehrt zu Engagements ins Film und Fernsehen. In Criminal Minds wurde ihr Charakter erstmals von Gundi Eberhard gesprochen. 2011 war sie als Dr. Zita Alareina „Zee“ Toledo Alvarez, einer der Hauptcharaktere, in der nur kurzlebigen und mit 13 Episoden begrenzten ABC-Fernsehserie Off the Map von Shonda Rhimes in allen 13 Folgen zu sehen. Weiters hatte sie 2011 einen Gastauftritt in einer Folge von The Glades und übernahm eine wiederkehrende Rolle für vier Episoden in der Syfy-Sci-Fi-Serie Alphas. Während in The Glades abermals Judith Brandt ihre deutsche Stimme war, trat in Alphas erstmals Alexandra Wilcke als deutsche Stimme von Valerie Cruz in Erscheinung.
Im Jahre 2012 spielte sie in The Secret Lives of Wives erstmals seit drei Jahren wieder in einem Spielfilm mit und kam in diesem Jahr auch zu Kurzauftritten in den Serien Grimm, Scandal und Dr. Dani Santino – Spiel des Lebens, wobei sie in letztgenannter Serie sogar eine wiederkehrenden Charakter in zwei verschiedenen Episoden mimte. Hierbei war auch erstmals Uschi Hugo ihre deutsche Stimme. Ebenfalls 2012 wurde Cruz von den Machern von Homeland als Major Joy Mendez in die Serie geholt. Nach einem Auftritt in einer Folge von Navy CIS im Jahr 2013, als abermals Judith Brand als deutsche Stimme agierte, hatte sie im Folgejahr unter anderem einen Auftritt als Gerichtsmedizinerin Teresa Corazón in einer Episode der Amazon-Studios-Serie Bosch. Bereits 2011 drehte sie The Loft, eine Neuverfilmung des 2008 erschienenen belgischen Films mit dem Titel Loft – Tödliche Affären, ab; der Film von Erik Van Looy, der auch der Regisseur des 2008 erschienenen Films war, wurde schließlich 2014 veröffentlicht. Valerie Cruz spielte Barbara Stevens; die deutsche Stimme erhielt sie diesmal von Alexandra Wilcke, die ihr bereits bei Alphas die Stimme lieh. 2014 wurde die kubanischstämmige Schauspielerin von Serien-Schaffer Kevin Williamson, mit dem sie bereits sieben Jahre zuvor an Hidden Palms zusammengearbeitet hatte, abermals als eine der Hauptcharaktere in dessen neue Serie The Following geholt. Hier spielte sie bis zum Serienende 2015 in insgesamt 15 Episoden Special Agent Gina Mendez, die die Ermittlungen zum Serienmörder Joe Carroll (James Purefoy) leitet. Erstmals trat hierbei Ranja Bonalana als ihre deutsche Synchronstimme in Erscheinung.
Nachdem sie 2015 auch in einer Episode der ABC-Serie Quantico mitwirkte, gibt es aktuell (Stand: Januar 2016) zwei Produktionen, an denen Cruz als Schauspielerin beteiligt ist und die beiden im Jahre 2016 veröffentlicht werden sollen. Während sich James Lapines Custody noch in der Postproduktion befindet, wurden die Arbeiten zu My First Miracle von Rudy Luna bereits abgeschlossen.
Die Latina wurde im Laufe ihrer bisherigen Karriere bereits mehrmals für Fernsehpreise nominiert. Dabei war sie unter anderem 2008 für ihr Engagement in The Dresden Files für einen ALMA Award in der Kategorie „Beste Schauspielerin in einer Fernsehserie – Drama“ nominiert. Weiters wurde sie zusammen mit dem Ensemble der Serie bei den Screen Actors Guild Awards 2009 für einen Screen Actors Guild Award in der Kategorie „Bestes Schauspielensemble in einer Dramaserie“ nominiert.
Zu Weihnachten 2010 verlobte sich Cruz, die im Jahre 2004 kurzzeitig mit Musiker Robbie Williams liiert war, und sprach noch von ihrem Babywunsch, jedoch kam es nie zu einer Hochzeit. Anfang des Jahres 2014 lebte sie als Single in New York City.

## Filmografie
Filmauftritte (auch Kurzauftritte)
- 2004: Final Call – Wenn er auflegt, muss sie sterben (Cellular)
- 2007: LA Blues
- 2008: Street Warrior
- 2008: No Man’s Land: The Rise of Reeker
- 2009: La Linea – The Line (La Linea)
- 2009: The Devil’s Tomb
- 2012: The Secret Lives of Wives
- 2014: The Loft
- 2016: My First Miracle
- 2016: Custody
- 2018: Locating Silver Lake

Serienauftritte (auch Gast- und Kurzauftritte)
- 2002: Strong Medicine: Zwei Ärztinnen wie Feuer und Eis (Strong Medicine) (1 Episode)
- 2002: American Family (1 Episode)
- 2002: The Agency – Im Fadenkreuz der C.I.A. (The Agency) (1 Episode)
- 2003: Nip/Tuck – Schönheit hat ihren Preis (Nip/Tuck) (12 Episoden)
- 2004: Missing – Verzweifelt gesucht (1-800-Missing) (1 Episode)
- 2004: Crossing Jordan – Pathologin mit Profil (Crossing Jordan) (1 Episode)
- 2004: Las Vegas (1 Episode)
- 2005: LAX (1 Episode)
- 2005: Grey’s Anatomy (1 Episode)
- 2005: Inconceivable (1 Episode)
- 2006: Invasion (2 Episoden)
- 2007: Hidden Palms (5 Episoden)
- 2007–2008: The Dresden Files (12 Episoden)
- 2008–2013: Dexter (11 Episoden)
- 2009: Eleventh Hour – Einsatz in letzter Sekunde (Eleventh Hour) (1 Episode)
- 2009: Dollhouse (1 Episode)
- 2009: True Blood (5 Episoden)
- 2010: Law & Order: Special Victims Unit (1 Episode)
- 2010: Criminal Minds (1 Episode)
- 2011: Off the Map (13 Episoden)
- 2011: The Glades (1 Episode)
- 2011: Alphas (4 Episoden)
- 2012: Grimm (1 Episode)
- 2012: Scandal (1 Episode)
- 2012: Dr. Dani Santino – Spiel des Lebens (Necessary Roughness) (2 Episoden)
- 2012: Homeland (5 Episoden)
- 2013: Navy CIS (NCIS, 1 Episode)
- 2014: Bosch (1 Episode)
- 2014–2015: The Following (15 Episoden)
- 2015: Quantico (1 Episode)
- 2017: Chicago Justice (1 Episode)
- 2017: Doubt (1 Episode)
- 2018: Atlanta Medical (The Resident, 1 Episode)
- 2018: Life Sentence (4 Episoden)
- 2018–2021: Charmed (Fernsehserie, 10 Episoden)
- 2019: The Rookie (2 Episoden)
- 2019: Magnum P.I. (Episode 2x08)
- 2021–2022: One of Us Is Lying (Fernsehserie, 8 Episoden)
- 2023: Walker: Independence (Fernsehserie, 2 Episoden)

## Nominierungen
- 2008: ALMA Award in der Kategorie „Beste Schauspielerin in einer Dramaserie“ für ihr Engagement in The Dresden Files[5]
- 2009: Screen Actors Guild Award in der Kategorie „Screen Actors Guild Award/Bestes Schauspielensemble in einer Dramaserie“ für ihr Engagement in Dexter[6]